# Casale Monferrato
Casale Monferrato är en stad och en kommun i provinsen Alessandria, i regionen Piemonte i Italien. Kommunen hade 33 725 invånare (2018) och gränsar till kommunerna Balzola, Borgo San Martino, Camagna Monferrato, Candia Lomellina, Coniolo, Conzano, Frassineto Po, Morano sul Po, Motta de' Conti, Occimiano, Ozzano Monferrato, Pontestura, Rosignano Monferrato, San Giorgio Monferrato, Terruggia och Villanova Monferrato.
|                 |
| Piazza Mazzini. |

| |
| Casale Monferrato under 1600-talet. Den stjärnformade konstruktionen till vänster är ett citadell. |

### Fotnoter
1. ↑  ”Territorial features, Total area (Engelska)”. Istituto Nazionale di Statistica. 2019. http://dati.istat.it/. Läst 10 januari 2020.
2. 1 2  ”Statistiche demografiche ISTAT”. demo.istat.it. 2018. Arkiverad från originalet den 14 januari 2018. https://web.archive.org/web/20180114115045/http://demo.istat.it/bilmens2018gen/index.html. Läst 10 januari 2020.